# Castianeira setosa
Castianeira setosa là một loài nhện trong họ Corinnidae.
Loài này thuộc chi Castianeira. Castianeira setosa được Cândido Firmino de Mello-Leitão miêu tả năm 1947.